# Калі
Ка́лі (санскр. काली, бенг. কালী, обидві Kālī IAST), або Каліка (бенг. কালিকা, Kālikā IAST) — індуїстська богиня вічної сили, часу і змін, смерті й знищення, зазвичай зображується темною та лютою. Калі вважається дружиною Шиви та асоціюється з низкою інших богинь, таких як Дурґа, Парваті, Бхадракалі, Дакшаяні, Рудрані й Чамунда.

## Зображення
У верхній лівій руці вона тримає закривавлений меч, що руйнує сумніви й подвійність, в нижній лівій — голову демона, що символізує відсікання его. Верхньою правою рукою вона робить захисний жест, що проганяє страх, в той час, як нижньою правою рукою благословляє до виконання всіх бажань. Чотири руки символізують 4 сторони світу і 4 основних чакри.
Три ока богині керують трьома силами: творінням, збереженням і руйнуванням. Вони також відповідають трьом часам: минулому, сьогоденному і майбутньому, і є символами Сонця, Місяця і блискавки. На ній пояс із людських рук, які позначають невблаганну дію карми.
Її темно-синій колір — колір нескінченного, космічного, вічного часу, а також смерті. Ця символіка звертає увагу на перевагу Калі над царством смертних. У «Маханірване-Тантрі» сказано: «Чорний колір містить в собі білий, жовтий і всі інші кольори. Так само і Калі укладає в собі всі інші істоти». Чорний колір символізує затьмарений стан чистої свідомості.
Гірлянда черепів, якою вона прикрашена, означає низку людських втілень. Черепів рівно 50 — по числу літер санскритського алфавіту. Голова, яку несе Калі, являє собою его, ідею «я є тіло», яку вона знищує. Черепи також показують її здатність звільняти розум від ідентифікації себе з тілом. Ця гірлянда символізує мудрість і силу. Скуйовджене волосся богині Калі (елокеші) утворює таємничу завісу смерті, яка огортає все життя.

## Імена
Для поклоніння Калі використовують такі тексти — Шрі Калі Сахасранама Стотра (1000 імен), Адья-Калі-сварупа-стотра («Гімн сутнісному образу первинної Калі»), Калі Аштотара Шатанамавалі (108 імен).
У Калі багато імен. Шрі Нішчінта (Позбавлена занепокоєння), Шрі Ніхсамшайя (Позбавлена сумнівів), Шрі Ракшакарі (Рятівниця), Шрі Парамешварі (Основна правительниця), Шрі Аді Шактіхі (Первинна Сила, Святий Дух), Вішва-Гарбха (Увесь всесвіт знаходиться в Ній), Шрі Уграпрабха (Випромінює лють), Шрі Нарамандалі (Одягнена в намисто з черепів), Шрі Кродхіні (Космічний гнів). Але при цьому — Шрі Віласіні (Океан радості), Шрі Бхагаваті (Головна дарителька радості у світі), Шрі Манорама (Найвища Божественна милість і чарівність).
У тантричній традиції вона є головною з десяти Дашамахавідья. В традиції сахаджа йоги її ототожнюють з Аллахом і Святим Духом (Шрі Аді Шактіхі). Одним з втілень Калі є Ренука. Калі вважається заступницею м'ясоїдів і сучасної епохи — Калі-Юґи. Найбільше шанується в Бенгалі, де на її честь під час фестивалю Дівалі проводиться церемонія Калі-Пуджа.
Виділяють такі форми Бхаваті Калі: «Дакшіна — Калі, Сідха — Калі, Гухья — Калі, Шрі — Калі, Бхадра — Калі, Чамунда — Калі, Шмашана — Калі та Махакалі, — це вісім видів Калі». (Тода — тантра 3.17-18)
Тантра-антара каже, що «Калі має два види: чорна і червона. Чорна називається Дакшіна, червона називається Сундарі».

Ім'я Бхагаваті Калі має кілька значень. Одне з імен Шиви — Махакала. Тому його шакті в образі дружини Махакали називається Махакалі.

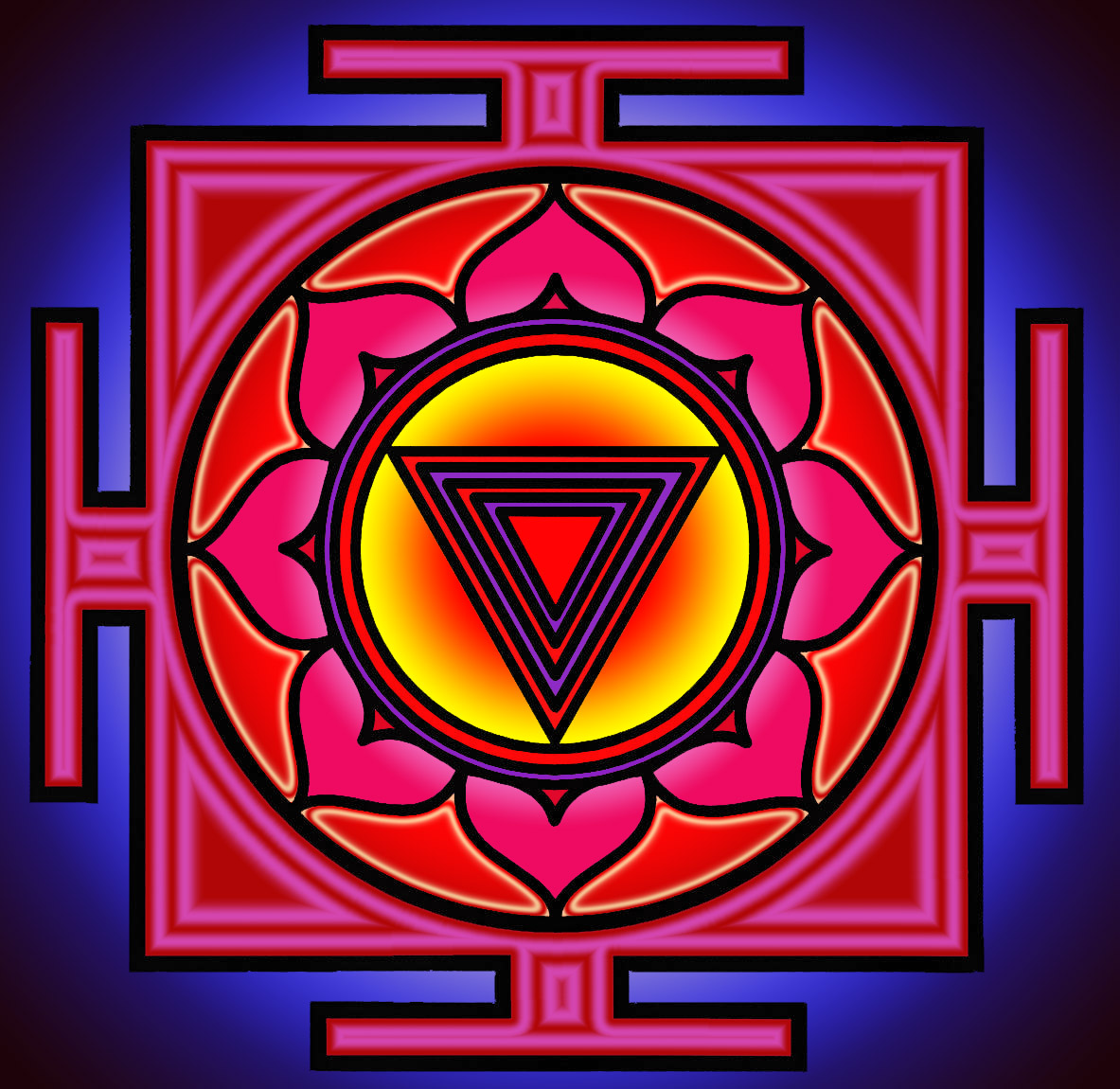
Калі янтра

Санскритське слово «калу» означає «чорно-синій». Подібно до того, як чорний колір поглинає всі інші кольори, весь всесвіт розчиняється в початковій енергії Бога (Адья-шакті), званою Калі.
«Кала» також означає час. Це ім'я Садашіви в його руйнівному аспекті. «Через те, що вона контролює час (Каласа янтранат), її називають Калі». (Мундамала — тантра 3.56)
Калатвад адібхутатвад
Адья — Калити гіяте
«Від того, що вона знищує і дає початок всьому, вона називається Адья-Калі». (Маханірвана — тантра 4.32)
Інше ім'я Бхагават Калі — Дакшіна Калі. Слово «Дакшіна» означає «дар», «винагорода». Від того, що вона винагороджує того, хто їй поклоняється, вона називається Дакшіна Калі.
Саме ім'я «Калі» має ряд цікавих співзвучностей. У семітських племен, що жили на території Синайського півострова, жриці богині Місяця називалися калу. У стародавніх греків було жіноче ім'я Каллі й навіть існувало місто Калліполіс. Фіни до запровадження християнства почитали богиню, на ім'я Кальмі, а кельти поклонялися богині Келі, жриці якої носили титул келлес, від якої, можливо, походить сучасне англійське ім'я Келлі (Тантричний шлях, с. 66). Можливо, це просто випадкова схожість, а може і щось більше.

## Культ

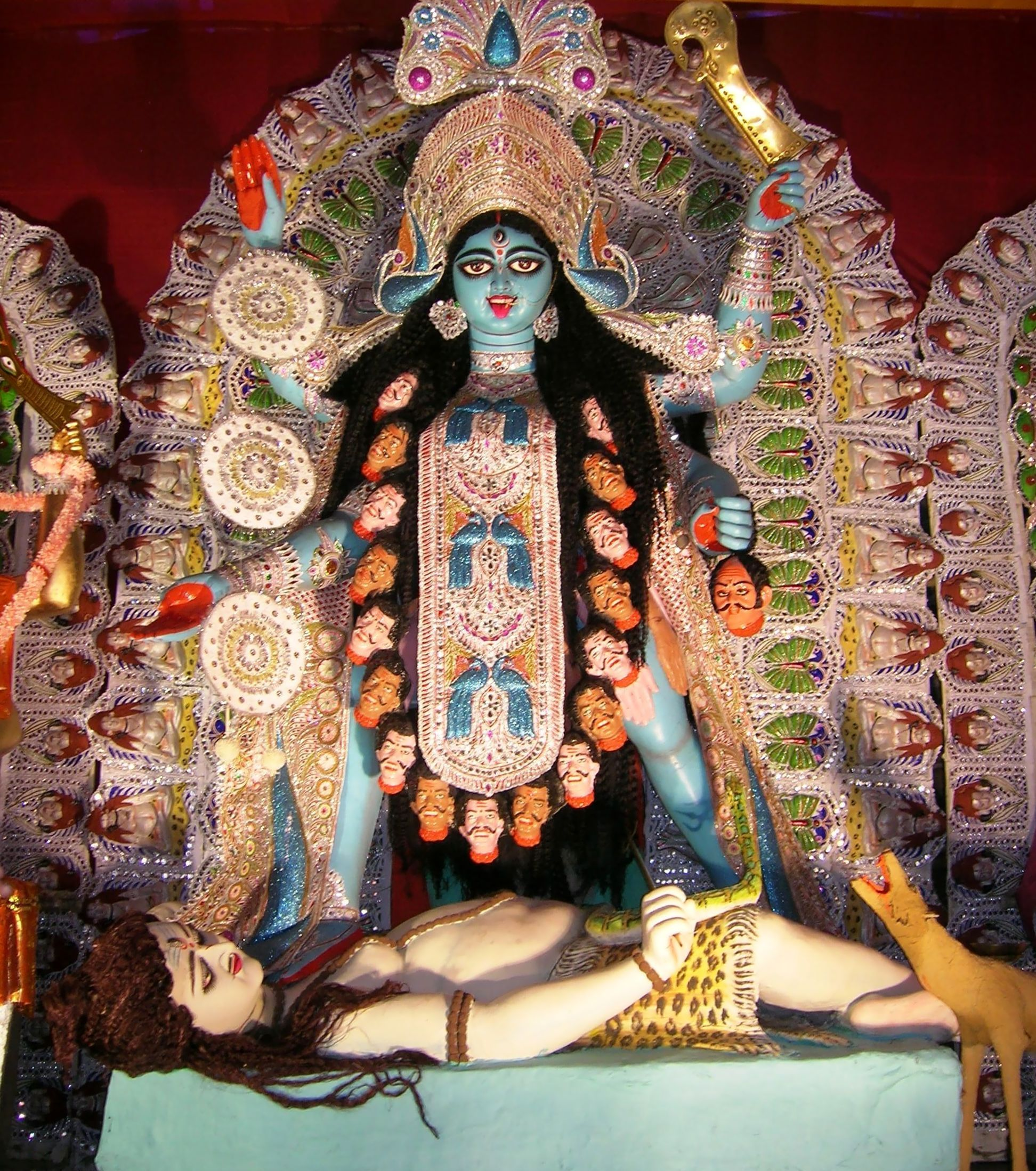
Калі-Пуджа, фестиваль в Колкаті

Культ Калі-винищувачки демонів і могутньої богині-заступниці особливо розповсюджений в Бенгалії, де знаходяться головний присвячений їй храм Каліґхата (Калькутта), який дав назву столиці Бенгалії — Калькутті. Шанувальники Калі в ритуальних цілях пили вино. Під час ритуалу віряни трьома ковтками пили священну воду, наносили на міжбрів'я червоним порошком мітку, зображенню богині підносились червоні квіти й палились свічки. Потім читалась молитва, після чого, дихаючи ароматом жертовної квітки, віряни їли жертовні підношення. Свято на честь богині відзначалось на початку вересня. Розквіт культу Калі збігся з періодом султанатів XIII—XIV століть. Представники культу Калі в Україні Школа-ашрам Шакті.

## Культ Калі в культурі

### У кінематографі
- У фільмі «Душителі», знятому на основі реальних подій, англійський офіцер проникає в спільноту Тугів, і за допомогою англійських колоніальних військ призводить до знищення і заборони цього культу.
- У фільмі «Індіана Джонс і Храм долі» герої фільму стикаються з культом Калі, які вимагають людські жертвопринесення.[2]
- У фільмі «Ганга Дін» герої фільму також стикаються з культом Калі, багато з цього фільму запозичене Спілбергом.
- У 5 сезоні серіалу «Надприродне» в епізоді «Молот Богів» присутня богиня Калі, примітно що вона каже: «Якщо хто і приведе цей світ до руйнування, так це буду я». Вона представлена як один з найсильніших богів світу, правда все одно виявилася слабкішою за Люцифера.
- У фільмі «Ліга видатних джентльменів» в епізоді в підводному човні «Наутілус» Капітан Немо поклоняється статуї богині Калі.
- В одній із серій «Мисливці за старовиною» розповідається про кинджал, яким здійснювали жертвоприношення богині Калі.
- У фільмі «Каран та Арджун» (Karan Arjun) збожеволіла від горя мати просить богиню Калі допомогти воскресити її жорстоко вбитих синів.
- У фільмі «Золота подорож Сіндбада» Сіндбад бореться з шестирукою статуєю богині Калі.
- У фільмі «На допомогу!», в якому беруть участь учасники групи The Beatles, служителі культу Калі полюють на Рінго Старра, щоб принести його в жертву Богині.
- У серіалі «Притулок», Телеканал Sci Fi (США), у 2 сезоні 12 і 13 серії та 3 сезоні 1 серії Калі є в підсвідомості у Вілла.

### У літературі
- У книзі Дена Сіммонса «Пісня Калі» розповідається про зіткнення в Калькутті іноземного журналіста з послідовниками культу Калі.
- В оповіданні Віктора Пелевіна «Тхагі», головний герой мріє служити абсолютному злу в особі богині Калі
- У книгах Воррена Мерфі та Річарда Сапіра «Дестроер (№ 59) — В обіймах Калі», сучасний культ Тугів-душителів вбиваєте пасажирів на авіалініях в ім'я Калі. Так само, ім'я Калі згадується в інших книгах серії «Дестроер», а саме: «У останньої межі», «Верховна жриця», «Криза особистості», «Біла вода» (персонажка, на ім'я Пані Калі), «Бамбуковий дракон» (яхта «Малятко Калі»).
- У циклі фантастичних романів Ґлена Кука «Чорний загін» Калі послужила прообразом богині Кіни.

### У музиці
- Існує велика кількість бхаджанів, присвячених Калі та Калі-Дурге (з творів європейських виконавців можна відзначити альбом Ніни Гаген «Om Namah Shivay» 1999 року).
- В останньому альбомі шведської дез-метал групи Dissection є пісня «Maha Kali», присвячена цій богині.
- Логотип гурту The Rolling Stones, створений у 1971 році, був натхненний витягнутим язиком Калі.[3][4]
- Пісня «Kali» австралійського гурту Black Magick SS з третього альбому цілком присвячена богині

### Інше
- Версія Калі є на обкладинці першого випуску феміністичного журналу «Міс», опублікованого в 1972 році. Тут багато рук Калі символізують багато завдань сучасної американської жінки.[5][6]